# Mimetus margaritifer
Mimetus margaritifer là một loài nhện trong họ Mimetidae.
Loài này thuộc chi Mimetus. Mimetus margaritifer được Eugène Simon miêu tả năm 1901.